# ジャンボカラオケ広場
ジャンボカラオケ広場（ジャンボカラオケひろば）は、株式会社TOAIが展開するカラオケボックスチェーン。対外的に用いられる通称は「ジャンカラ」（JANKARA）。

## 概要

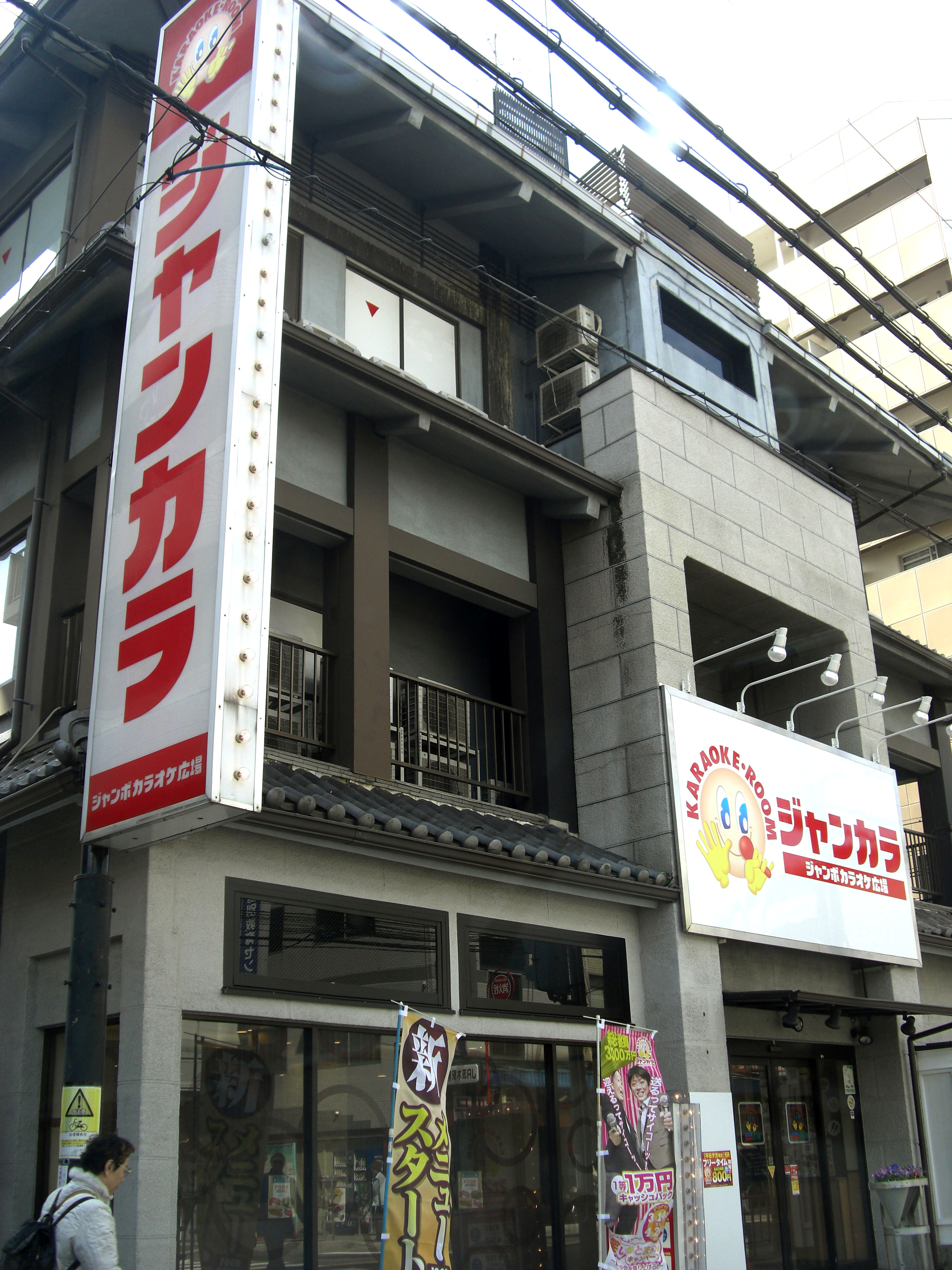
JR茨木店（大阪府茨木市）

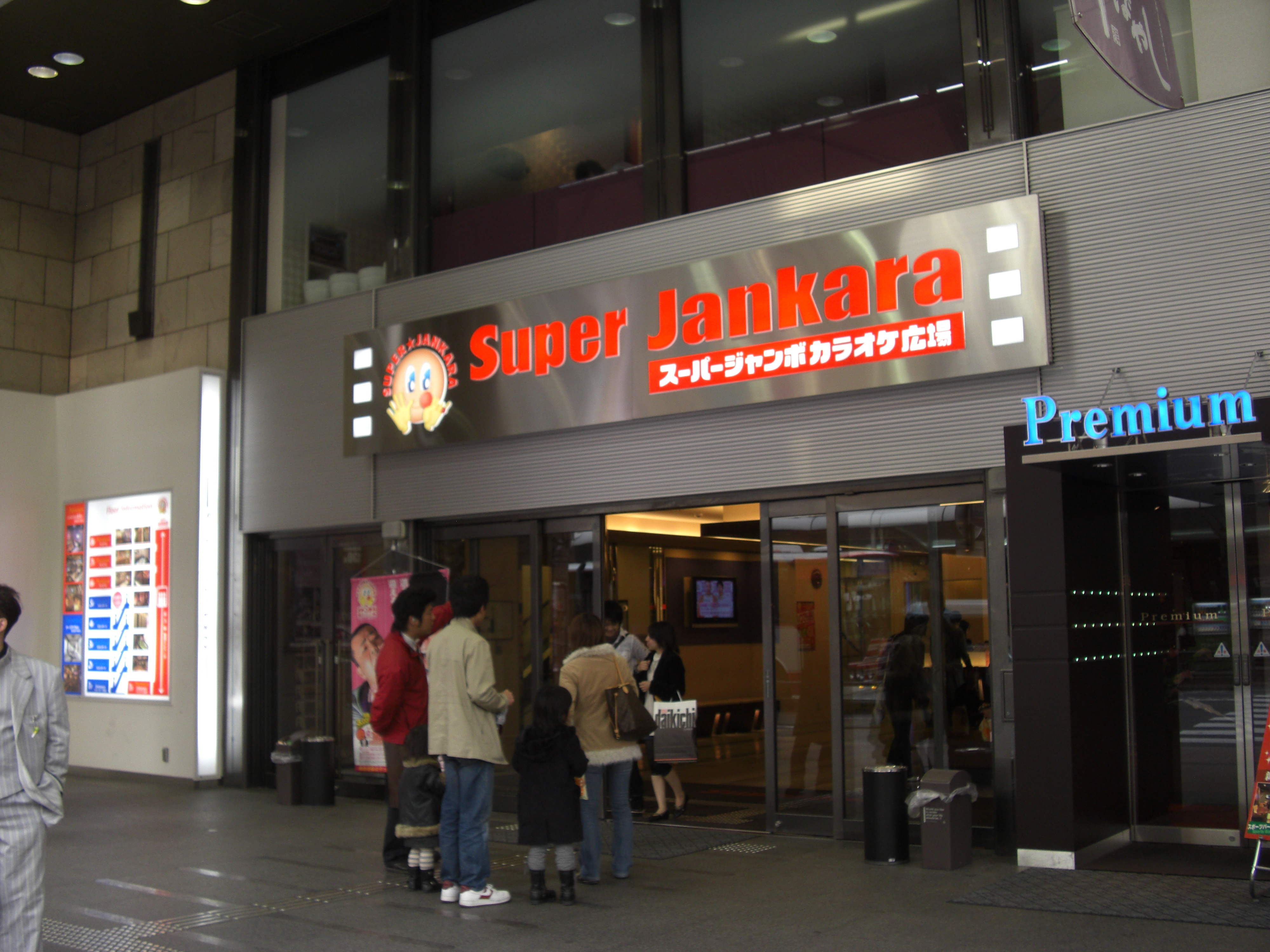
スーパージャンカラ河原町店（京都市中京区）

2024年12月現在、西日本を中心に合計186店舗を出店しており、直近は月に1～2店舗のペースで出店を進めている。東北・関東地方には出店していない。「飲み放題付きカラオケ ジャンカラ」として、低料金のルーム料金に、飲み放題（ソフトドリンクバー・一部店舗でアルコール飲み放題）が無料で付いてくるのが特徴である。追加料金を支払うことでビールやウイスキーの飲み放題も付けることができる。
料金は店舗ごとに多少異なる。学生は学生割引が適用されるためさらに低料金で利用が可能となる。カラオケの機種は、DAM（LIVE DAM STADIUM、LIVE DAM Ai、LIVE DAM Ai R）、JOYSOUND（JOYSOUND MAX、JOYSOUND MAX2、JOYSOUND MAX GO）を導入している。
過去には「リラカラ」と呼ばれていたコンセプトルームを導入しており、様々な特別室が通常のルーム料金と同額で利用できる。セレッソ大阪やサントリー、『週刊ベースボール』とのタイアップルームもある。
各店舗には、「湯快リゾート」のパンフレットが置かれている。「湯快リゾート」のカラオケコーナーはジャンカラmini（ジャンカラミニ）として運営し、「花・彩朝楽」以外の28店舗はチェックインから19時までとチェックアウト当日は無料となっているが、「花・彩朝楽」ではチェックインからチェックアウト当日まで完全無料となっている。
キダ・タローの作詞・作曲できんた・ミーノが歌うCMのサウンドロゴがある。
天王寺店独自のサービスとして、1階で見送った店員が階段を駆け上がり、到着階で同一店員が出迎えるサービスがあった。
マスコットキャラクターの名前は「デルちゃん」。
2022年春、公式Twitterでマスコットキャラクターの名前を公表。同時にオリジナルタンブラーがあたるTwitterキャンペーンを実施。以降は、公式SNSなどで度々登場。今ではジャンカラLINEスタンプも販売中。

## 特殊形態の店舗
通常の「ジャンカラ」のほか、多様な営業形態の店舗を運営している。
- 2006年には、店舗デザインやメニュー、従業員の制服などを一新した、洗礼された大人のカラオケ「スーパージャンカラ」を出店した。京都の河原町本店、茶屋町店、錦店、あべの店の4店舗がある[12]。
- 京都の河原町には、ひとりカラオケ専門店「イチカラ」を出店していた(2012年 - 2020年7月31日閉店)[13][14]。東京・神田のひとりカラオケ専門店 ワンカラと同様、ヘッドフォンを付けて歌う形式である。ウノカラおよびソロオケの登録商標も持っている。
- 大阪の千日前には、女性専用カラオケ「女子カラ」を出店していた[15]。従業員も全員女性で、小学生以上の男性は利用できない。パウダールームなどを備えており、なんば駅に近いため旅行者向けの利用もアピールしている。
- セルフサービスカラオケ「セルフジャンカラ」（セルカラ）を出店しており、大阪の住之江公園駅前と枚方駅前2号店の2店舗がある[16]。
- 2021年10月1日には、非日常空間を演出するため、京都大学前にジャジャーンカラ京大BOX店を出店した。この店限定のメニューがある[17]。
- 2022年6月24日には、下町情緒あふれる街並みに馴染む東大阪市・布施にディープ布施店を出店した。1階はオープンスペースとなっておりカウンター席がある[18]。そのほか、オープンスペースがある店舗は、アジアン天満店[19]、近鉄八尾店[20]、大街道二番町通り店[21]、天文館通わっぜ駅前店[22]、JR六甲道駅みなみ店[23]、高槻シースー店[24]、天神大名Resort&Uta[25]がある。
- 2023年3月17日にリニューアルオープンした天王寺店、7月20日にオープンした天文館通わっぜ駅前店、11月30日にリニューアルオープンした道頓堀店・心斎橋店、2024年4月26日にリニューアルオープンした錦本店には30分あたり500円～で160種類以上のアルコールが飲み放題となるオープンスペース「BAL UTAO」が導入された[26]。
- 道頓堀店には主にインバウンド向けで店内の屋台で天ぷらやお好み焼きなどを食べることができるジャンカラ横丁が導入された。

## 料金とサービス
料金体系
- 30分単位のルーム料金で飲み放題が付いており、2023年2月現在最安値の店舗の場合、19時までの料金が学生30分30円・一般30分50円で飲み放題付（福山駅前店、いずれも特別料金期間中でない平日会員料金）。
- 他の料金プランとして、フリータイムや、3時間パックなど多様な料金プランを用意している。

サービス
- 全店で飲食物の持ち込みができる。
- 全店でクレジットカード・バーコード決済・電子マネーが利用可能であるが電子マネー決済は現在中止中である。
- ブルーレイ・DVDプレイヤーの貸し出しや、電源タップ、携帯電話充電器の無料貸し出しを実施している。
- タッチパネルでフード・ドリンク注文ができる「ジャンたっち」が利用可能である。10分前呼び出しも「ジャンたっち」で自動告知される店舗も多い。
- 無線Wi-Fiサービスが利用できる。

料金割引
- 会員になると会員料金で利用可能である。過去3ヶ月の利用時間に応じて会員ランクが決まり、利用するたびにランクに応じたポイントが貯まる。ポイントは、クーポンに変換出来る。LINEポイントへの交換は2023年11月30日を持って終了した。
- 学生割引があり、受付時に学生証または通学定期券を提示することで学生料金が適用される。会員は学生会員料金としてさらに安くなる。
- 55歳以上にはシニア会員制度があり、シニア会員料金で利用できる。利用するたびに1ポイント貯まり、10ポイント貯まるごとに半額クーポンがもらえる。毎月第3・4火曜日が半額となる。
- 2016年9月から11月にかけてSCRAP主催の謎解きイベントリアル脱出ゲームとのコラボで夜間に来店しなおかつ120分以上の利用（パック料金・フリータイム料金は除外）で脱出成功者で大当たりを引くと利用料金が無料になるキャンペーンを実施した。

キャンペーンキャラクター
- 2007年春：笑い飯
- 2007年秋 - 年末：麒麟
- 2008年春：フットボールアワー
- 2008年夏：世界のナベアツ（現・桂三度）
- 2009年春：天津
- 2010年春：月亭八方・月亭八光
- 2010年夏 - 2012年：北乃きい
- 2012年秋：ダダ（ウルトラ怪獣）
- 2013年春：芹那
- 2013年夏 - ：NMB48
- 2014年夏：剛力彩芽
- 2016年冬・2017年春・2019年秋：倖田來未
- 2017年夏：たこやきレインボー
- 2018年春：柏木由紀・DJ KOO
- 2020年夏：宇野実彩子